# Good Luck Charm
"Good Luck Charm" (Lit. "Buena suerte, encanto") es una canción del género pop grabada por Elvis Presley y publicada por Gladys Music, la compañía editora de Elvis Presley, que alcanzó el número 1 en la lista Billboard Hot 100 en el final de la semana el 21 de abril de 1962. Se mantuvo en la cima de la lista por dos semanas. También fue  # 1 en la lista Cash Box en los Estados Unidos. Alcanzó el número 1 en la lista de sencillos del Reino Unido en la semana que finalizó el 24 de mayo de 1962 y permaneció allí durante cinco semanas.
Además de ser editado como sencillo, el tema formó parte de diversos álbumes. 

## Antecedentes y grabación
La canción fue escrita por Aaron Schroeder y Wally Gold y grabada en RCA Studio B en Nashville, Tennessee por Presley el 15 de octubre de 1961. Completó su segundo triplete de sencillos que encabezan las listas en el Reino Unido. A Presley se une vocalmente en el coro el primer tenor del grupo vocal de apoyo The Jordanaires, Gordon Stoker. Se seleccionó la toma 10 del tema como master para el sencillo.
Debido a que la RIAA recién comenzó a seguir la carrera de Elvis tras su fundación en 1958, tanto los éxitos anteriores de Elvis como muchos de sus ventas posteriores no siempre fueron auditadas por esa compañía y era RCA quien se encargaba de certificar las ventas del cantante o a premiar con discos de oro de ser necesario. Por otra parte, como cada compañía discográfica debía solicitar una auditoría a la RIAA para que avalase dichas certificaciones y esas auditorías implicaban un gasto administrativo para las disqueras, RCA prefirió en mayoritariamente seguir certificando por sí misma las ventas de Elvis, motivo por el cual los premios recibidos por Good Luck Charm al igual que muchos otros trabajos de Presley, recién fueron avalados por la RIAA varios años después durante una gran auditoría que se llevó a cabo en 1992.   El sencillo entonces fue certificado con un disco de Platino por la RIAA con fecha del 27 de marzo de 1992. 
El sencillo alcanzó el puesto # 2 en la lista de sencillos del UK Chart  permaneciendo en la lista por cinco semanas en 2005 durante un relanzamiento. La cara B fue "Anything That's Part of You", que también alcanzó el Top 40 en Estados Unidos. 

## Músicos
Grabada el 15 de octubre de 1961,en el estudio B de RCA en Nashville, Tennessee, la sesión listó los siguientes músicos:
- Elvis Presley, voz
- Jerry Kennedy, guitarra, en reemplazo de Hank Garland que había tenido un incidente
- Scotty Moore, guitarra
- Bob Moore, bajo
- D.J. Fontana, batería
- Floyd Cramer, piano
- Boots Randolph, saxofón
- Gordo Stoker  coros [6][3]

## Álbumes
La primera aparición en LP de Good Luck Charm fue en el álbum  Elvis' Golden Records Volumen 3 lanzado al mercado en septiembre de 1963. Fue en la compilación Elvis double LP compilation de RCA Special Products de 1973 (DPL2-0056(e)) y en el paquete de 1978 Worldwide Gold Award Hits, Parts. 3 and 4 (R214657), un conjunto de 2 registros. La grabación se incluyó en la compilación de 1993 From Nashville to Memphis: The Essential '60s Masters. La canción también apareció en la colección retrospectiva de su carrera de 1999 Artist of the Century ("Artista del siglo"). en la compilación de 2002 ELV1S: 30 No. 1 Hits y en la reedición del álbum Elvis is Back! 